# Maraczewskaja
Maraczewskaja (ros. Марачевская) – wieś w Rosji, w rejonie tarnoskim obwodu wołogodzkiego. W 2021 r. była niezamieszkana.